# .vg
.vgは国別コードトップレベルドメイン（ccTLD）の一つで、イギリス領ヴァージン諸島に割り当てられている。
vgというつづりから、ビデオゲームのサイトにも用いられている。